# Adenau
Adenau település Németországban, Rajna-vidék-Pfalz tartományban. Lakosainak száma 2916 fő (2023. december 31.).

## Fekvése
Dümpelfeldtől délre, Az Eifel-hegység közepén, az Adenauer-patak két partján fekvő település.

## Története

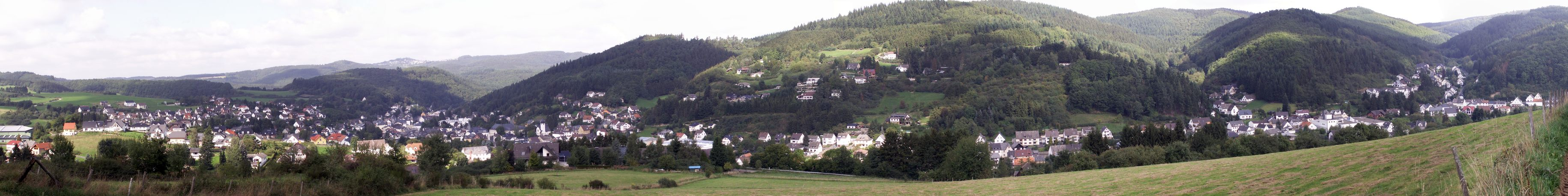

Adenau nevét 992-ben III. Ottó német-római császár dokumentumai említették először Adenova néven. A középkorban Adenau az Are-Nürburg grófok birtokai közé tartozott.
A település fejlődését elősegítette, hogy már 1600 előtt piaci kiváltságokat kapott. E kiváltságait 1602-ben a kölni Ernst választófejedelem, majd 1647-ben a kölni Ferdinand választófejedelem is megerősítette.

## Nevezetességek
- Plébániatemplom - a 11. században épült.
- Favázas házak - a piactéren találhatók, a 16-17. században épültek.
- Nürburgring - Adenauból közelíthető meg.

## Galéria

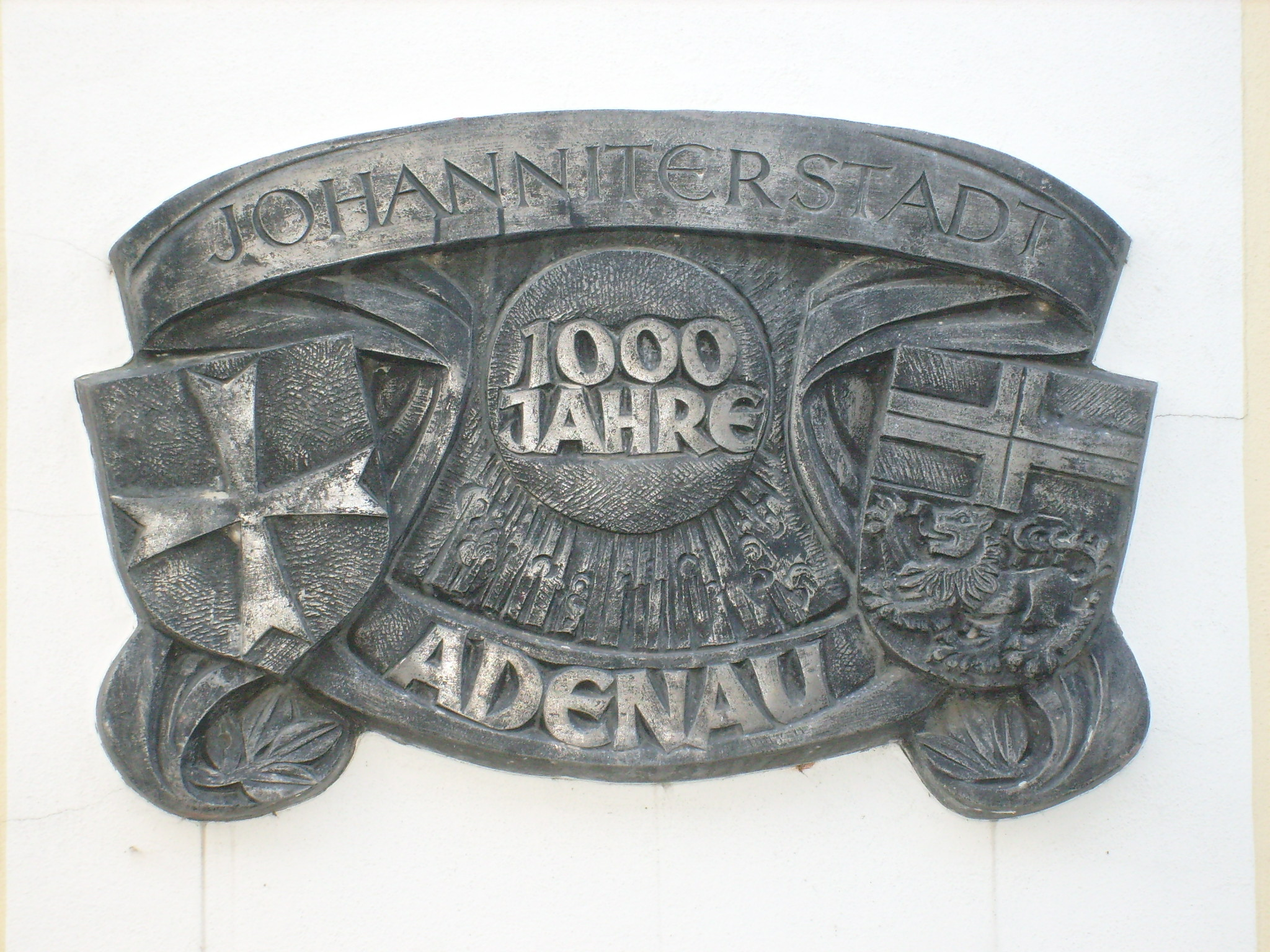
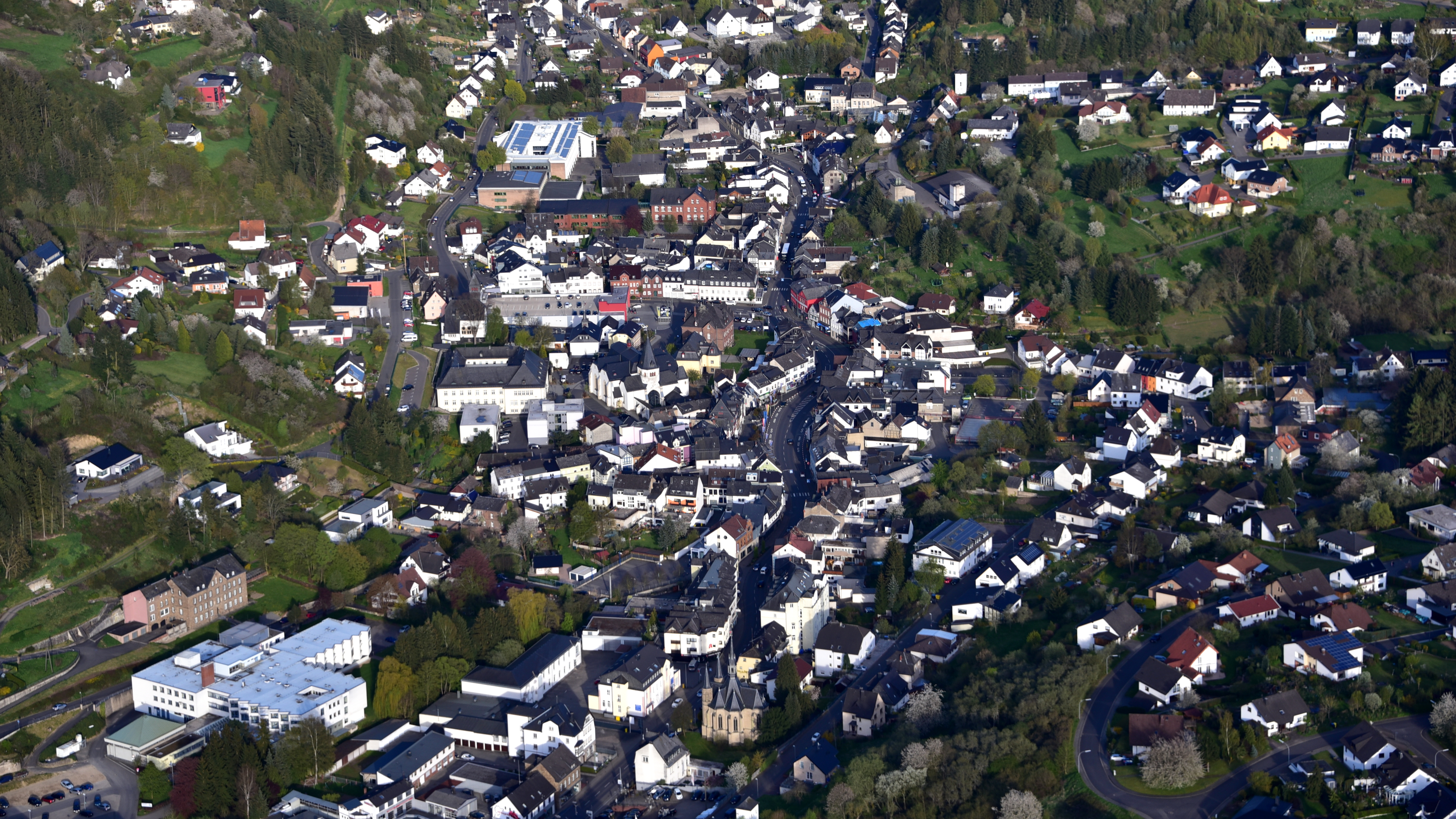
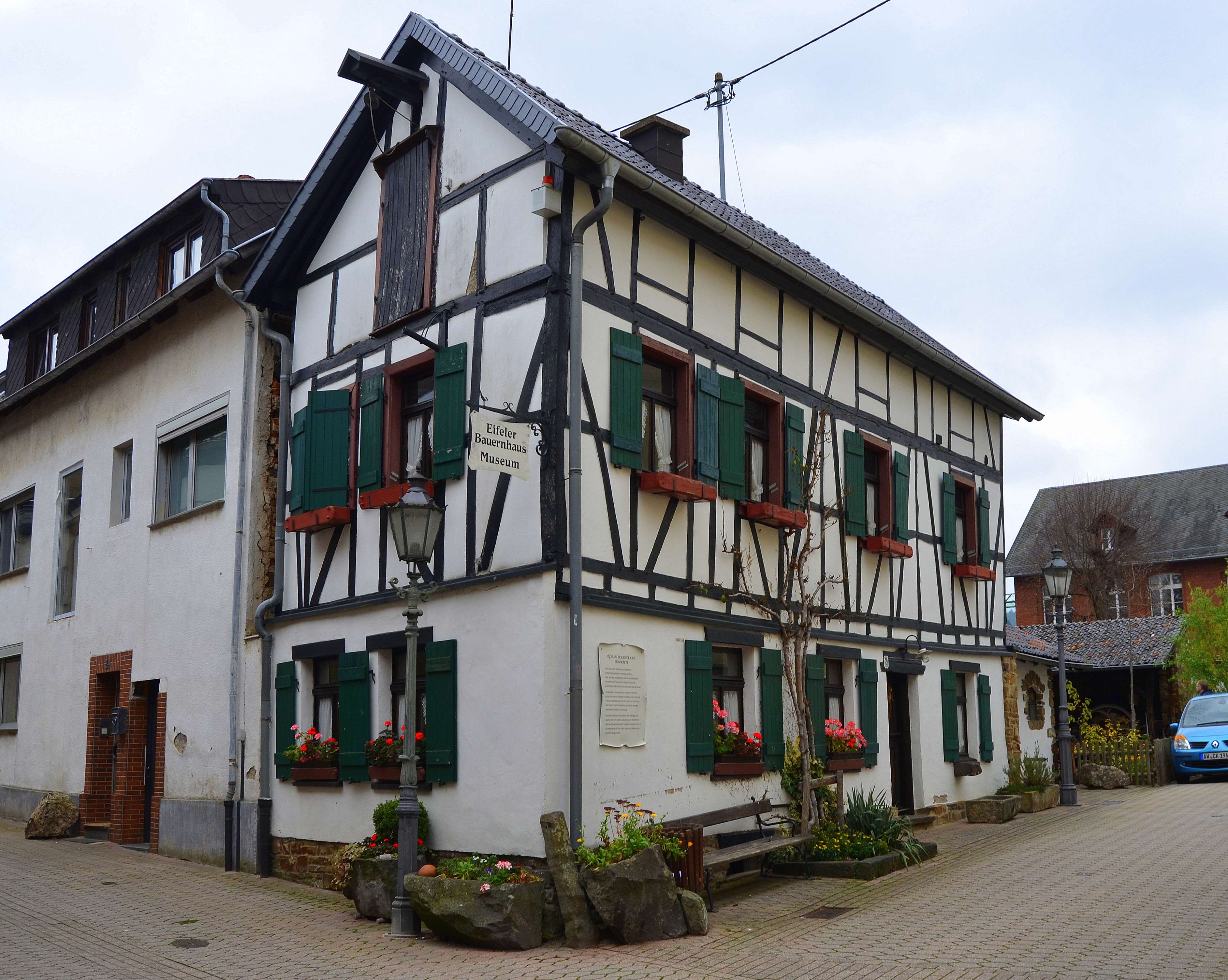
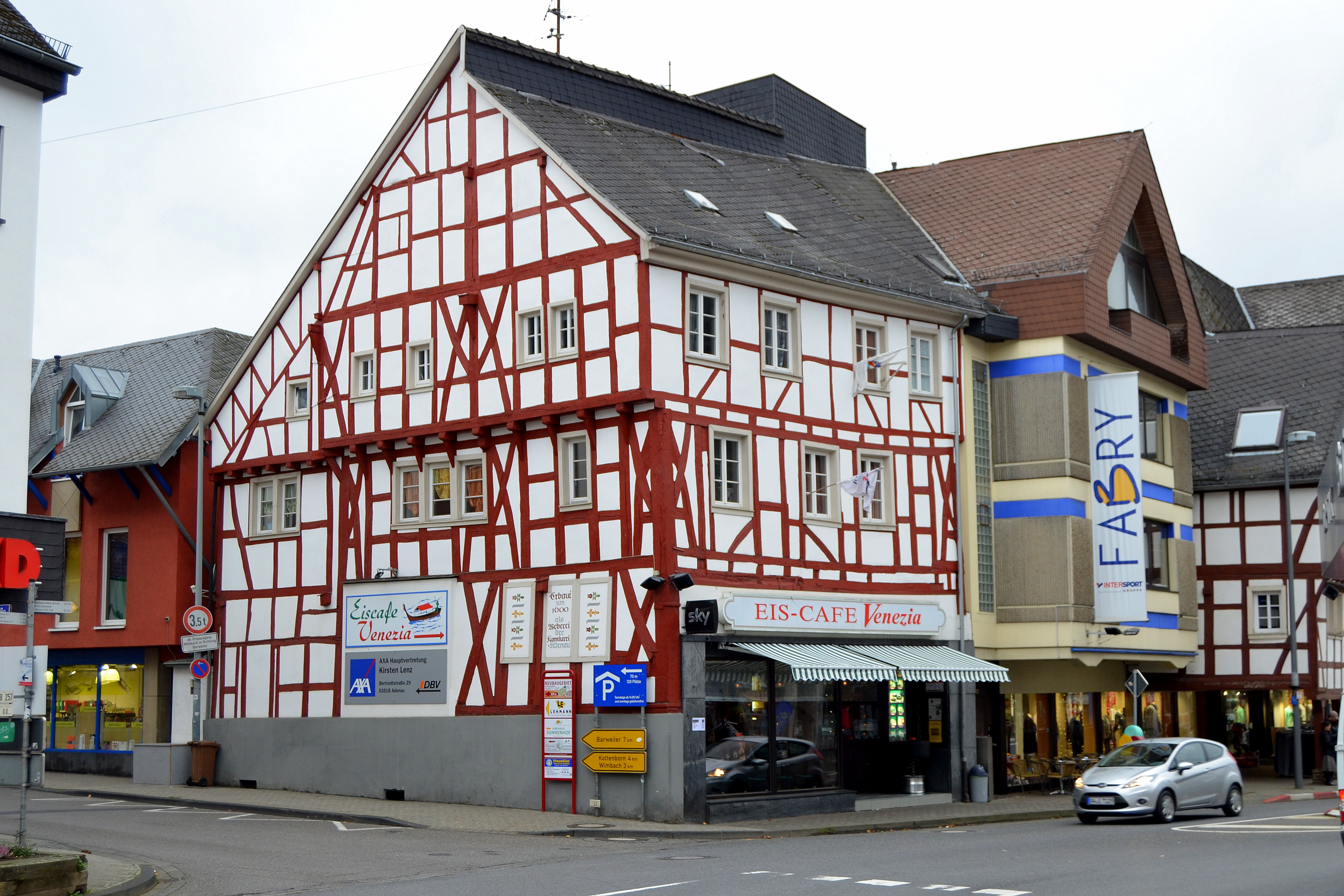
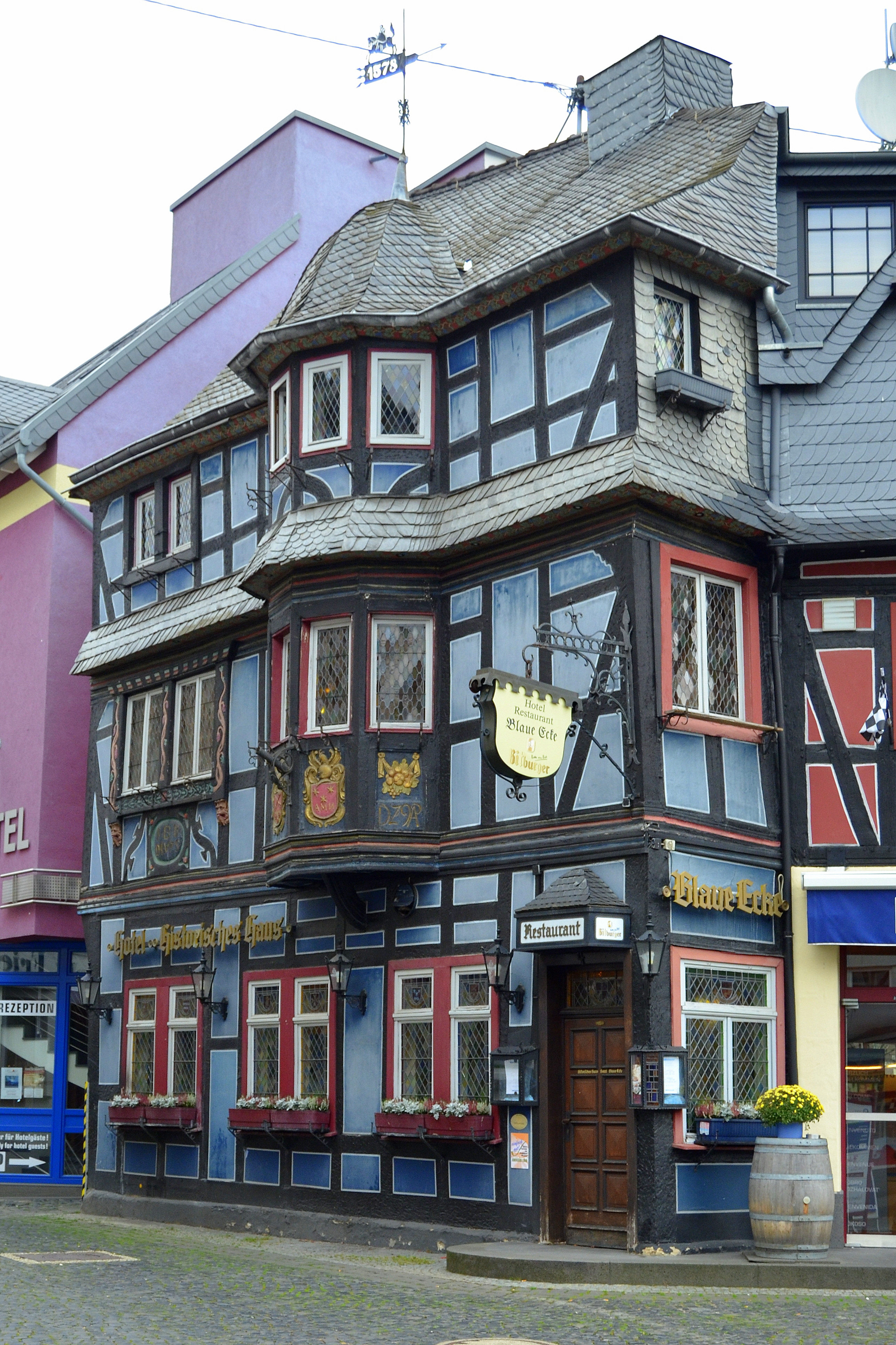
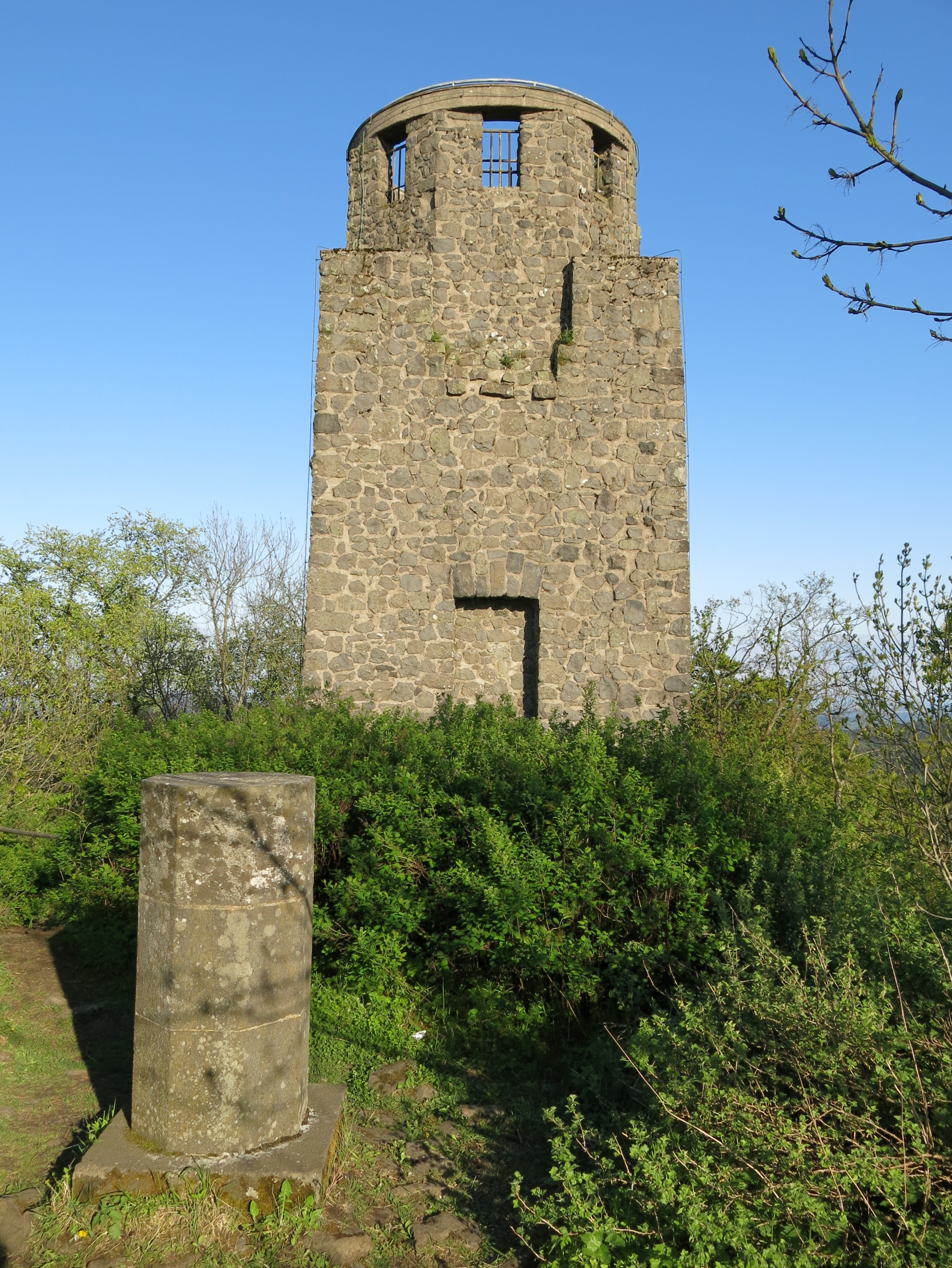
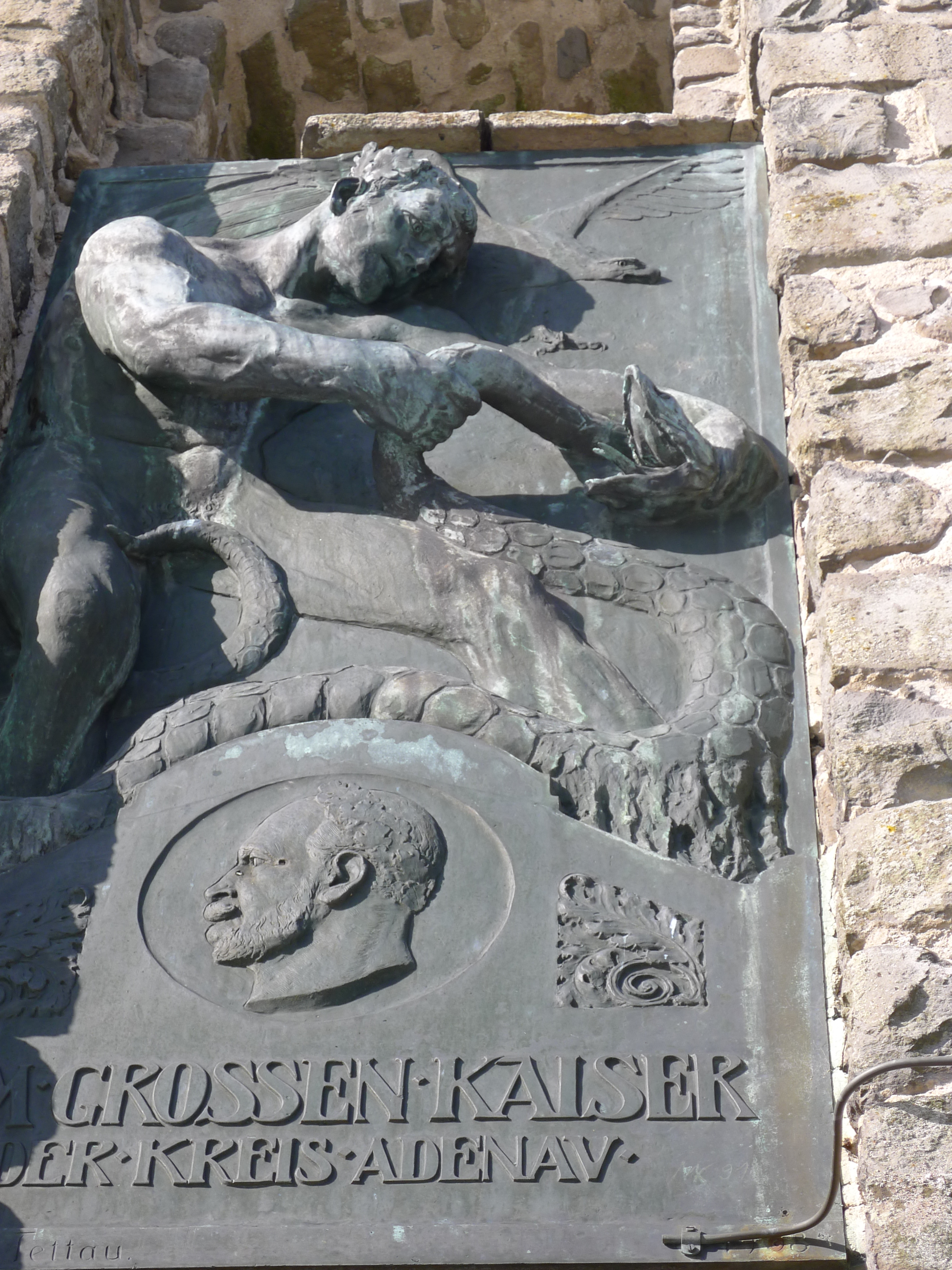
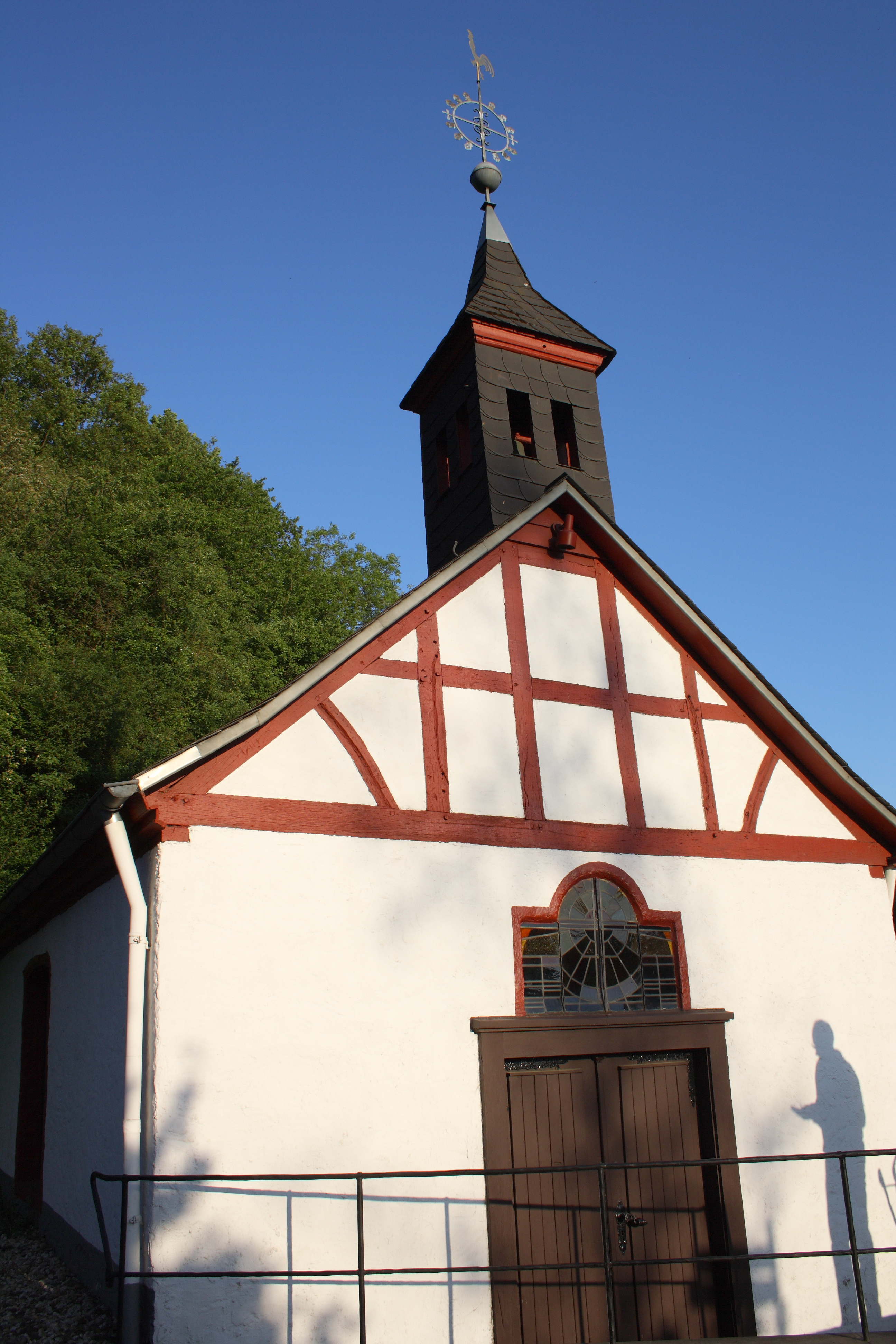
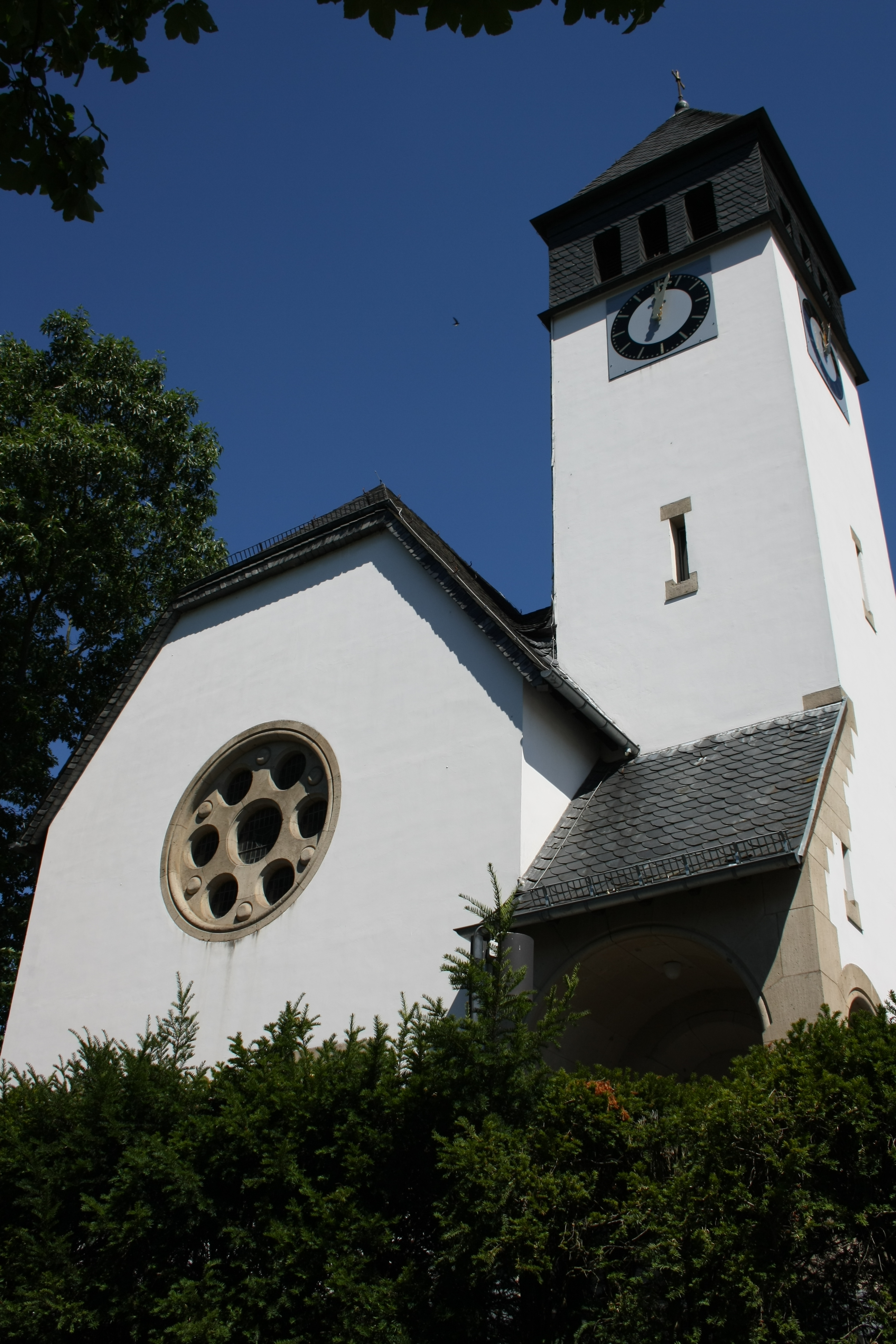
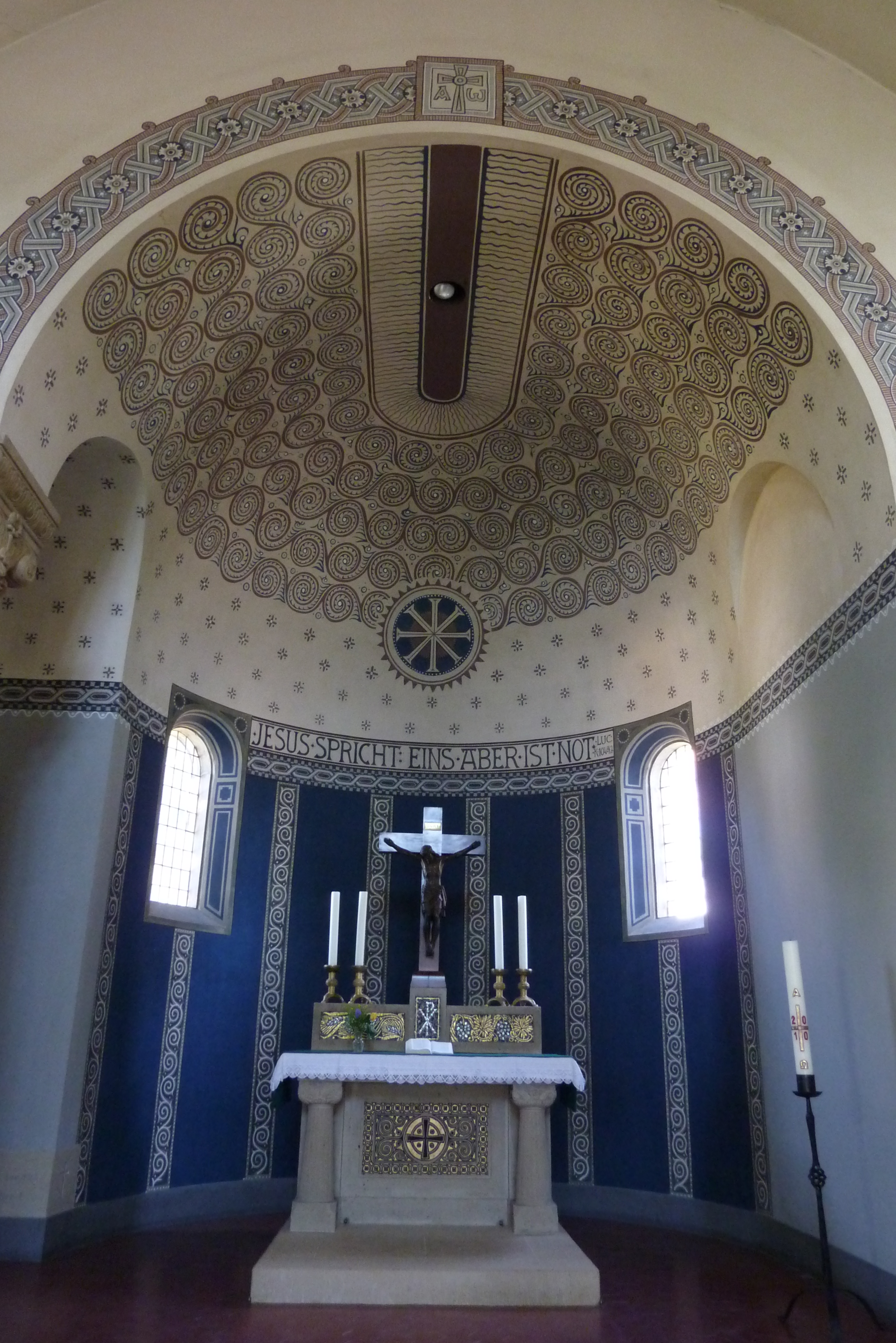
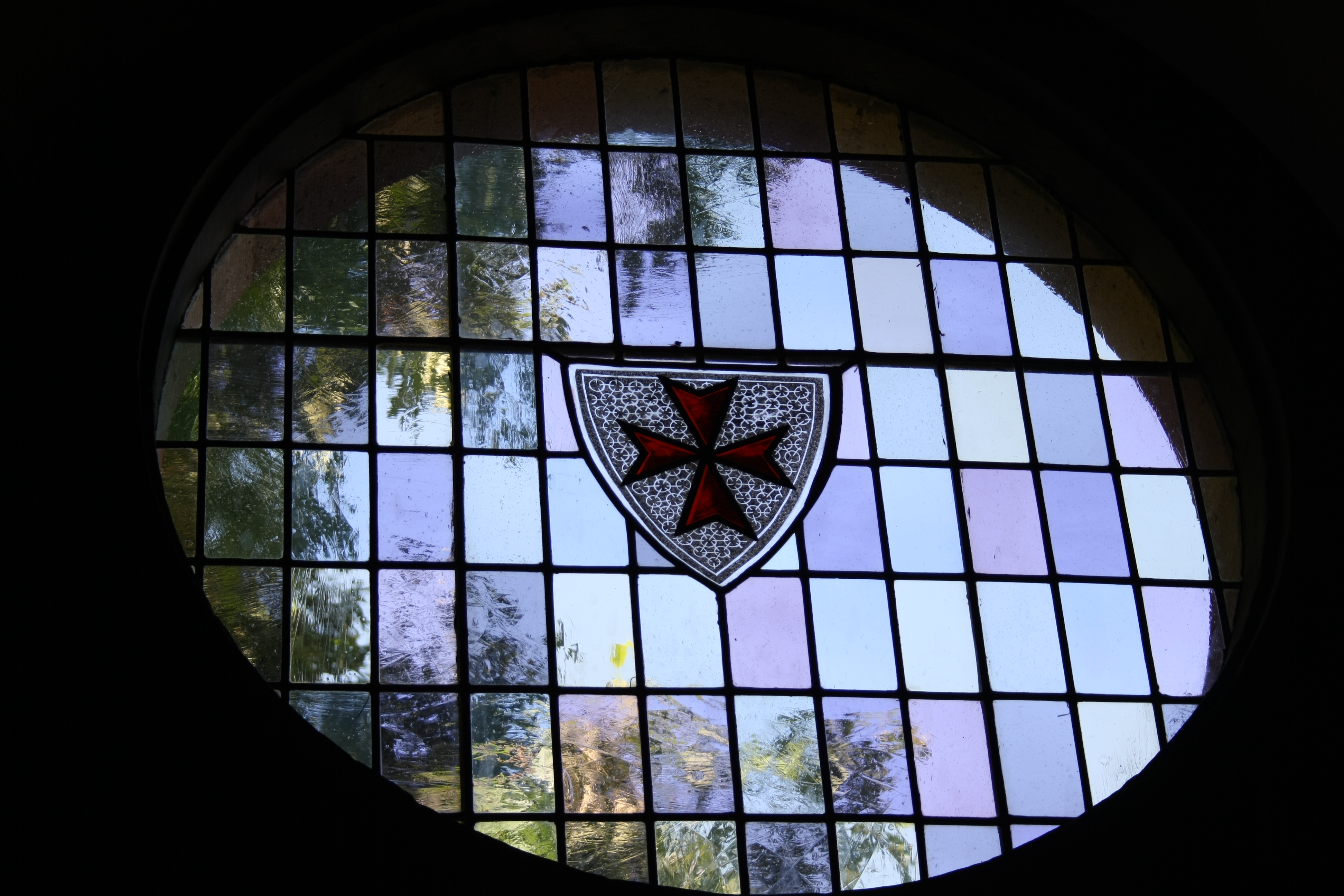
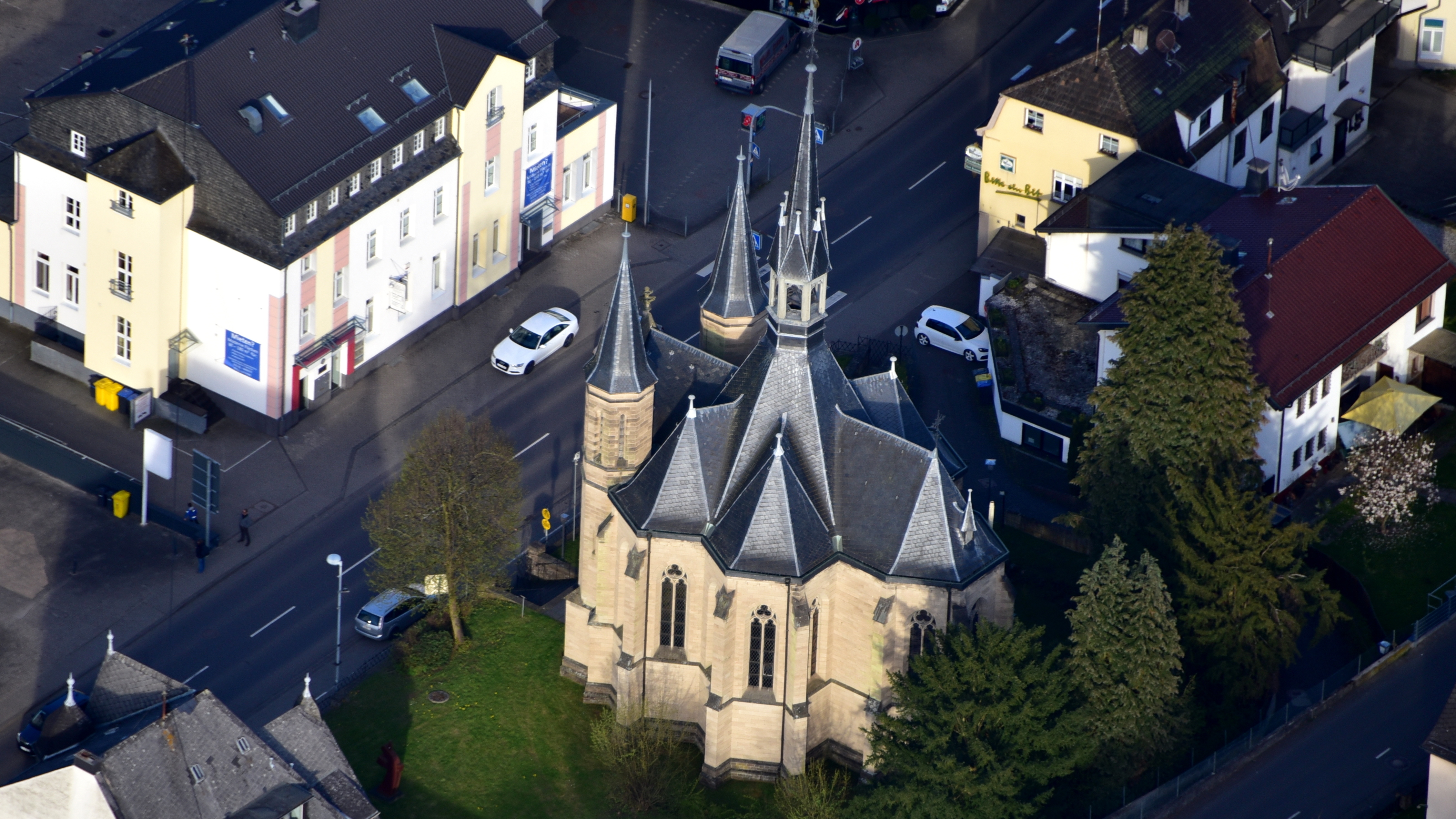
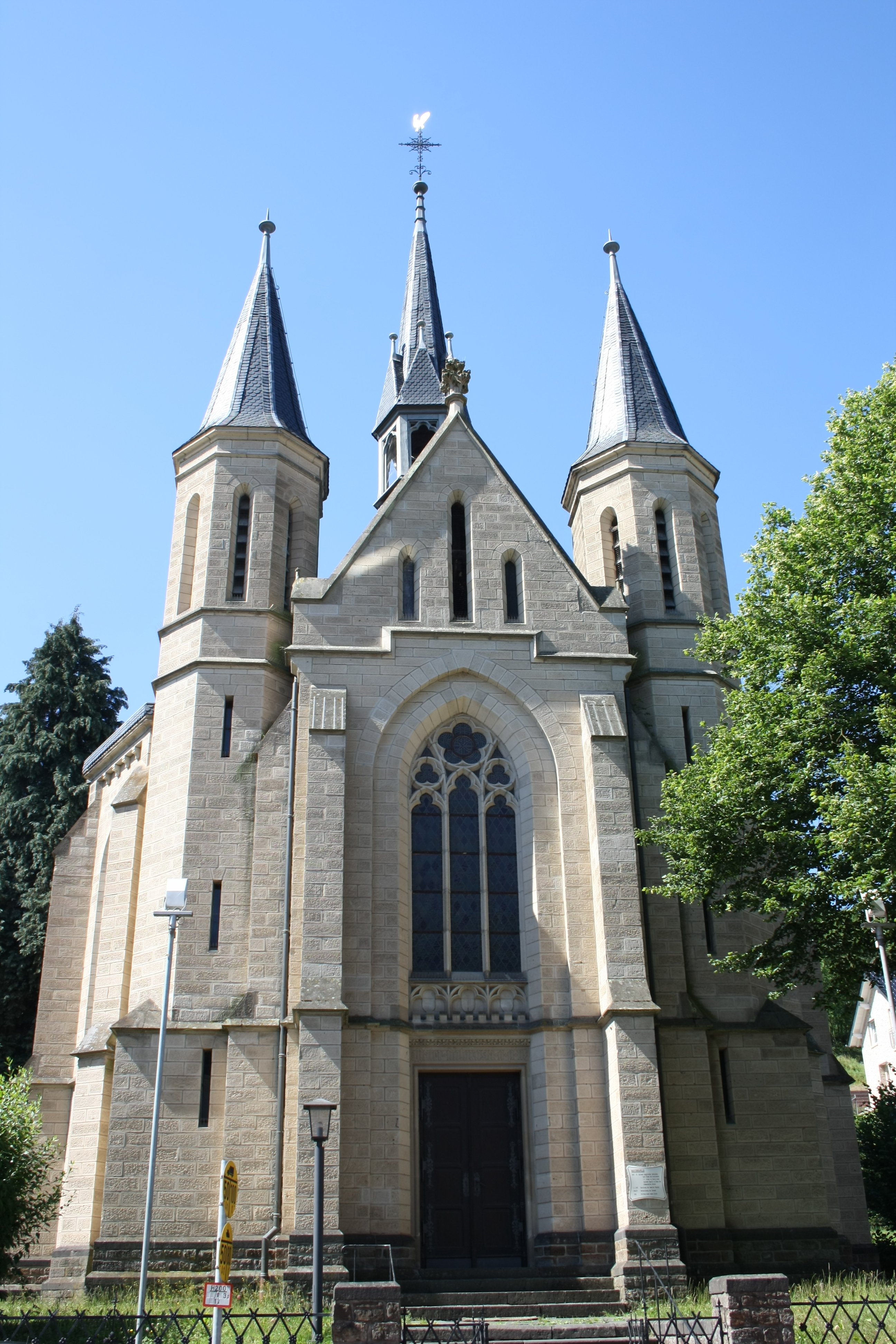
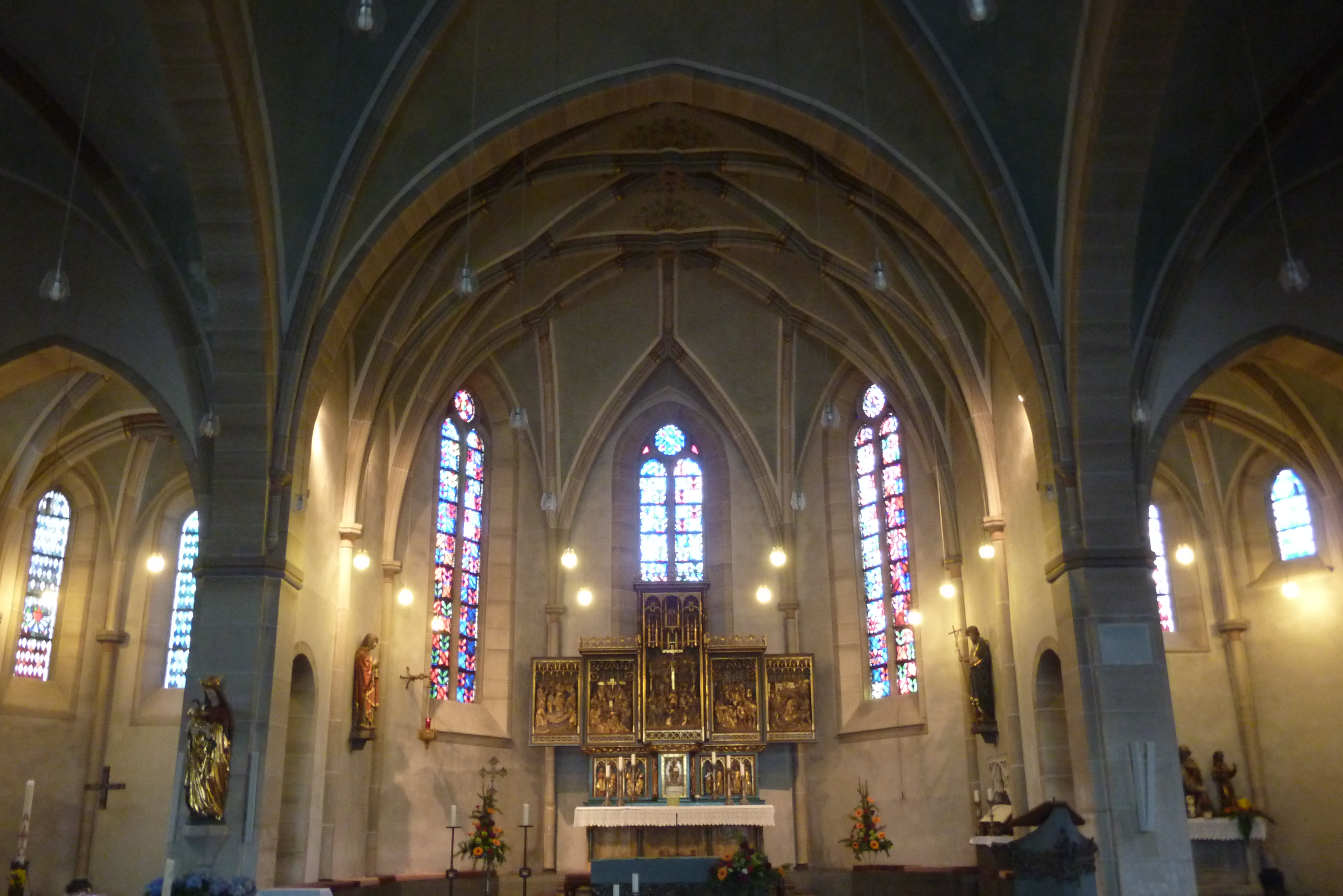
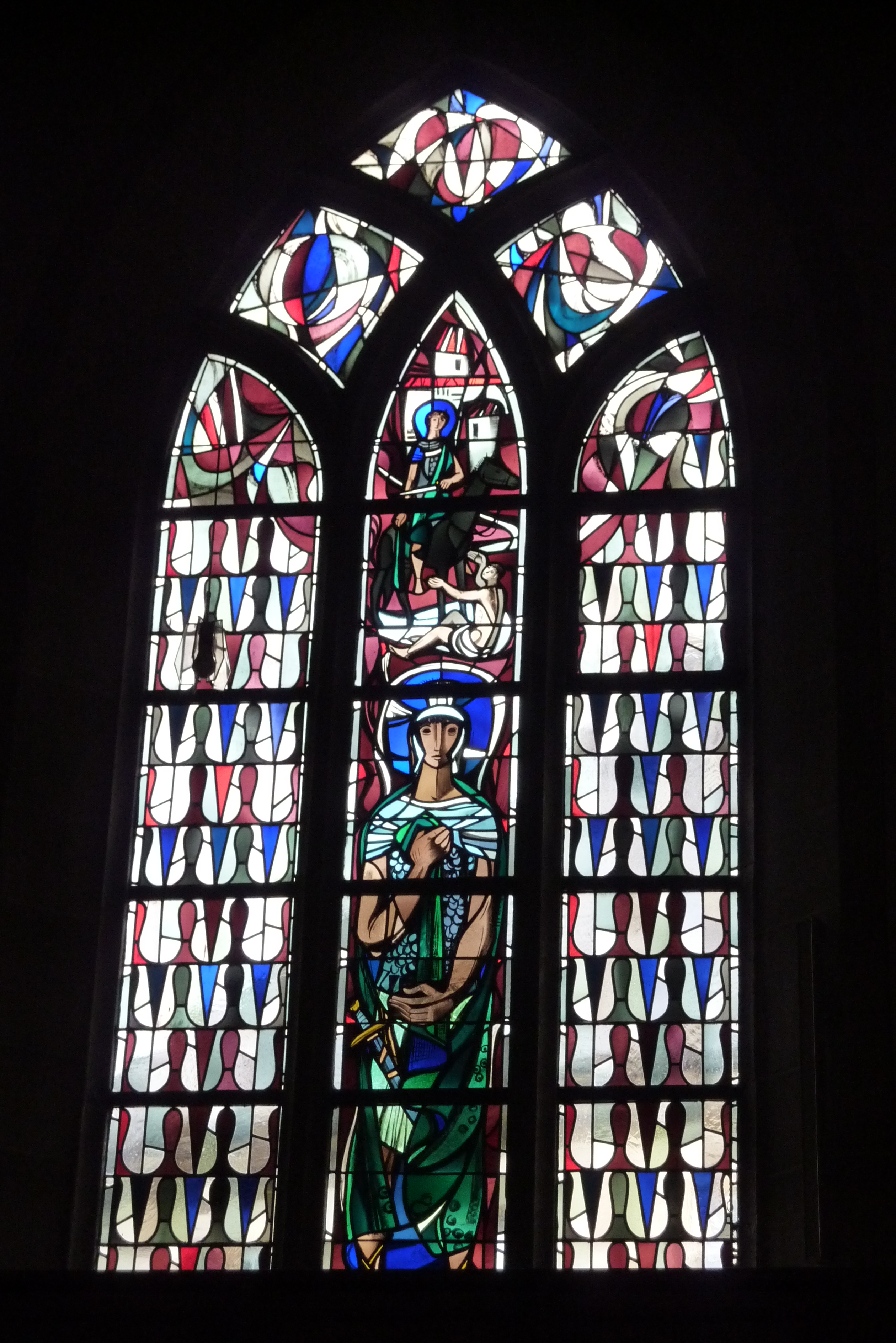